# Lucigadus ori
Lucigadus ori är en fiskart som först beskrevs av Smith, 1968.  Lucigadus ori ingår i släktet Lucigadus och familjen skolästfiskar. Inga underarter finns listade i Catalogue of Life.